# Night of Champions (2012)
Cet article concerne l'édition 2012 du pay-per-view Night of Champions. Pour toutes les autres éditions, voir Night of Champions.
L’édition 2012 de Night of Champions est une manifestation de catch professionnel télédiffusée et visible uniquement en paiement à la séance. L'événement, produit par la WWE, a eu lieu le 16 septembre 2012 dans la salle omnisports TD Garden à Boston, dans l'État du Massachusetts. Il s'agit de la sixième édition de Night of Champions, pay-per-view annuel où tous les titres de la fédération sont mis en jeu pendant la soirée. John Cena est la vedette de l'affiche officielle (promotionnelle).
Plusieurs matchs, mettant en jeu les titres de la fédération, sont programmés. Chacun d'entre eux est déterminé par des storylines rédigées par les scénaristes de la WWE ; soit par des rivalités survenues avant le pay-per-view, soit par des matchs de qualification en cas de rencontre pour un championnat. L'événement a mis en vedette les catcheurs des divisions Raw et SmackDown, créées en 2002 lors de la séparation du personnel de la WWE en deux promotions distinctes.

## Contexte
Les spectacles de la WWE en paiement à la séance sont constitués de matchs aux résultats prédéterminés par les scénaristes de la fédération. Ces rencontres sont justifiées par des storylines — une rivalité avec un catcheur, la plupart du temps — ou par des qualifications survenues dans les émissions de la WWE telles que Raw, SmackDown et Superstars. Tous les catcheurs possèdent un gimmick, c'est-à-dire qu'ils incarnent un personnage gentil ou méchant, qui évolue au fil des rencontres. Un pay-per-view comme Night of Champions est donc un événement tournant pour les différentes storylines en cours.

### Rivalité entre CM Punk et John Cena pour le WWE Championship
Lors de Summerslam, CM Punk conserve son titre face à John Cena et Big Show. Lors du Raw du 27 août, AJ Lee annonce que John Cena affrontera CM Punk à Night of Champions pour le WWE Championship.

### Rivalité entre The Miz, Rey Mysterio, Sin Cara et Cody Rhodes pour le Intercontinental Championship
Lors du SmackDown du 14 septembre, The Miz est interviewé par Matt Striker mais sera vite coupé par Cody Rhodes qui réclame un autre match pour l'Intercontinental Championship du Miz. Puis ce sera au tour de Rey Mysterio de venir et de réclamer à son tour un match de championnat car Mysterio dit qu'il a fait le tombé sur le Miz lors d'un match par équipe et donc qu'il mérite un autre match pour le titre. Puis enfin vient au tour de Sin Cara : le Miz lui demande ce qu'il veut et Sin Cara pointe du doigt son titre, cela voulant dire qu'il réclame aussi un match de championnat. Theodore Long arrive et annonce qu'il apporte un message de la part du General Manager Booker T qui annonce que le Miz défendra son titre dans un Fatal 4-Way match à Night of Champions face à Sin Cara, Cody Rhodes et Rey Mysterio.

### Rivalité entre Sheamus et  Alberto Del Rio pour le World Heavyweight Championship
Lors de SummerSlam (2012), Sheamus bat Alberto Del Rio. Cependant, lors du tombé final, Alberto Del Rio avait un pied sur la corde (ce qui rend le tombé invalide), mais l'arbitre ne le voit pas et Sheamus remporte le match. Le lendemain à Raw, Randy Orton bat Alberto Del Rio et en conclut lors du SmackDown du 24 août qu'il mérite un match de championnat contre Sheamus. Mais Alberto Del Rio arrive et demande un match revanche contre Sheamus après la fin controversée de SummerSlam. Le GM de SmackDown Booker T décide qu'Alberto Del Rio affrontera Randy Orton lors du main-event pour savoir qui affrontera Sheamus à Night of Champions. C'est Alberto Del Rio qui remporte le match et affrontera pour la troisième fois consécutive Sheamus pour le World Heavyweight Championship.

### Rivalité entre Randy Orton et Dolph Ziggler
Après sa rivalité contre Chris Jericho qu'il fait partir en remportant un match où sa place à la WWE était en jeu, Dolph Ziggler cible un autre catcheur : Randy Orton, de retour après sa suspension. Après qu'Orton manque de devenir prétendant au titre de Sheamus, Ziggler l'attaque. S'ensuit plusieurs matchs entre les deux hommes. Une nouvelle rencontre est annoncée pour le pay-per-view lors du Raw du 10 septembre.

### Rivalité entre Kofi Kingston & R-Truth et Kane & Daniel Bryan pour le WWE Tag Team Championship
Depuis le 30 avril 2012, R-Truth et Kofi Kingston détiennent le WWE Tag Team Championship. Lors du SmackDown du 7 septembre, The Prime Time Players (Titus O'Neil et Darren Young) battent le Latino Clan et les frères Usos pour devenir prétendants au titre pour la deuxième fois. Cette décision est annulée lors du Raw du 10 septembre, quand Kane et Daniel Bryan, rivaux mais contraints de s'allier pour un match, les battent et deviennent donc eux-mêmes prétendants.

### Rivalté entre Layla et Kaitlyn pour le Divas Championship
Lors du Raw du 20 août, Kaitlyn gagne une bataille royale et devient challenger no 1 au Divas Championship détenue par Layla. Lors du SmackDown du 31 août, ce match est officialisé pour Night of Champions.

### Défense du United States Championship
Antonio Cesaro défendra son titre contre le vainqueur de la bataille royale à 16 hommes qui aura lieu lors du pré-show, diffusé en direct sur YouTube.

## Tableau des matches
| #                                       | Match | Stipulations | Durée |
| --------------------------------------- | --- | --- | ----- |
| Pré-show                                | Zack Ryder bat Heath Slater, Michael McGillicutty, Ted DiBiase, Primo, Jinder Mahal, Epico, Justin Gabriel, Tyson Kidd, Brodus Clay, JTG, Drew McIntyre, Santino Marella, Titus O'Neil, Darren Young, et Tensai | Bataille royale pour déterminer le challenger no 1 au Championnat des États-Unis, qui sera défendu dans la soirée | 5:43  |
| 1                                       | The Miz (c) bat Rey Mysterio, Sin Cara et Cody Rhodes | Fatal 4-Way match pour le Championnat Intercontinental                                                            | 12:05 |
| 2                                       | Kane et Daniel Bryan battent Kofi Kingston et R-Truth (c) | Match par équipe pour les Championnats par équipes                                                                | 8:30  |
| 3                                       | Antonio Cesaro (avec Aksana) (c) bat Zack Ryder | Match simple pour le Championnat des États-Unis                                                                   | 6:40  |
| 4                                       | Randy Orton bat Dolph Ziggler (avec Vickie Guerrero) | Match simple | 18:24 |
| 5                                       | Eve Torres bat Layla (c) | Match simple pour le Championnat des Divas                                                                        | 7:05  |
| 6                                       | Sheamus (c) bat Alberto Del Rio (avec Ricardo Rodriguez et David Otunga) | Match simple pour le Championnat du monde poids lourds                                                            | 14:25 |
| 7                                       | CM Punk (c) (avec Paul Heyman) et John Cena font match nul | Match simple pour le Championnat de la WWE                                                                        | 26:55 |
| (c) désigne le(s) champion(s) en titre. | | |       |

## Éliminations
Résultat des éliminations de la Bataille royale du pré-show pour déterminer le challenger no 1 au United States Championship, qui sera défendu dans la soirée
| 1          | Heath Slater         | Tensai          | 0:06       |            |            |
| 2          | Michael McGillicutty | Brodus Clay     | 0:33       |            |            |
| 3          | Ted DiBiase          | Tensai          | 0:44       |            |            |
| 4          | Primo                | Brodus Clay     | 1:09       |            |            |
| 5          | Jinder Mahal         | Brodus Clay     | 1:21       |            |            |
| 6          | Epico                | Brodus Clay     | 1:35       |            |            |
| 7          | Justin Gabriel       | Tensai          | 1:48       |            |            |
| 8          | Tyson Kidd           | Tensai          | 2:07       |            |            |
| 9          | Brodus Clay          | Drew McIntyre   | 2:59       |            |            |
| 10         | JTG                  | Santino Marella | 3:21       |            |            |
| 11         | Drew McIntyre        | Zack Ryder      | 3:36       |            |            |
| 12         | Santino Marella      | Titus O'Neil    | 4:35       |            |            |
| 13         | Titus O'Neil         | Zack Ryder      | 5:15       |            |            |
| 14         | Darren Young         | Tensai          | 5:26       |            |            |
| 15         | Tensai               | Zack Ryder      | 5:43       |            |            |
| Vainqueur: | Zack Ryder           | Zack Ryder      | Zack Ryder | Zack Ryder | Zack Ryder |